# Battler Britton (périodique)
Battler Britton est un mensuel français au petit format dont les 471 numéros ont été publiés par Impéria de juillet 1958 au second semestre 1986.
Publiant principalement la série d'aviation britannique éponyme, Battler Britton contenait diverses autres séries de guerre britanniques (Paddy Payne, Warrior of the Skies, Jack Dixon, etc.). Il était très populaire dans ses premières années, tirant jusqu'à 300 000 exemplaires.